# Dexia uniseta
Dexia uniseta là một loài ruồi trong họ Tachinidae.